# Ichneumon perfusorius
Ichneumon perfusorius là một loài tò vò trong họ Ichneumonidae.